# Presbytini
I Presbytini Gray, 1825 sono una tribù di scimmie appartenenti alla sottofamiglia Colobinae e alla famiglia dei Cercopitecidi.

## Descrizione
Sono primati di medie dimensioni dal peso variabile dai 5,6-6,7 kg dei relativamente piccoli presbiti del genere Presbytis ai 10-20 kg delle specie più grandi, il cui peso si aggira intorno ai 9-18 kg, ad esempio nella nasica (Nasalis larvatus) e nei rinopitechi (Rhinopithecus). Vivono principalmente sugli alberi e sono dotati di zampe per lo più lunghe e di una lunga coda che li facilitano nello spostamento da una cima all'altra degli alberi, che spesso avviene saltando. Presso la maggior parte delle cosiddette «scimmie dal naso strano» (cui fanno parte i generi Pygathrix, Rhinopithecus, Nasalis e Simias) si riscontra un dimorfismo sessuale particolarmente pronunciato per quanto riguarda le dimensioni corporee. Fanno eccezione i langur duca (Pygathrix), nei quali maschi e femmine hanno più o meno dimensioni simili. Nei presbiti del genere Trachypithecus il dimorfismo sessuale è evidente, mentre in quelli del genere Presbytis è generalmente poco sviluppato.
Così come il loro sister group africano, i colobi (Colobini), i Presbytini si sono adattati a una dieta a base di foglie e altre sostanze vegetali. Il loro muso è relativamente corto. La mandibola è molto alta e i rami mandibolari si sono fortemente sviluppati per aumentare la pressione masticatoria quando questi animali si cibano di foglie. Lo stomaco è grande, multicamerato e popolato di batteri che scompongono la cellulosa.

## Tassonomia e distribuzione
In questa tribù sono compresi sette generi con quasi 60 specie:
- i presbiti del genere Presbytis, 17 specie diffuse nella penisola malese, nel Borneo, a Giava, a Sumatra e nelle isole Mentawai;
- i presbiti del genere Trachypithecus, 20 specie diffuse nel Sud-est asiatico, in Bangladesh e nell'India nord-orientale;
- gli entelli (Semnopithecus), 8 specie diffuse in India, Bangladesh, Nepal e Sri Lanka;
- i langur duca (Pygathrix), 3 specie diffuse in Indocina;
- i rinopitechi (Rhinopithecus), 5 specie diffuse in Cina meridionale e centrale, Myanmar settentrionale e Vietnam settentrionale;
- il rinopiteco di Pagai (Simias), diffuso nelle isole Mentawai;
- la nasica (Nasalis), diffusa nel Borneo.

I primi tre generi vengono raggruppati nella sottotribù Presbytina, i cui membri sono noti colloquialmente come langur; gli ultimi quattro generi vengono talvolta indicati in inglese come odd-nosed-monkeys a causa della struttura in alcuni casi particolare del naso.